# Gasteruption jaculator
Gasteruption jaculator  (лат.) — вид наездников рода Gasteruption из семейства гастеруптииды. 

## Распространение
Палеарктика. В России в европейской части и на Дальнем Востоке.

## Описание
Среднего размера наездники. В переднем крыле дискоидальная ячейка четырёхугольная. Длина тела 9—15,5 мм (самки), с длинным и очень тонким в основании брюшком. Метасома прикрепляется высоко на проподеуме. Усики 14-члениковые у самок и 13-члениковые у самцов. Формула щупиков полная: 6,4. В переднем крыле югальная лопасть и радиомедиальная жилка отсутствуют. Паразиты-инкивилины или хищники в гнёздах пчёл и ос. Взрослые особи встречаются на цветках зонтичных. 
Вид был впервые описан в 1758 году шведским натуралистом Карлом Линнеем.

### Список синонимов
Источник
- Ichneumon jaculator Linnaeus, 1758
- Foenus jaculator Fabricius, 1798
- Gasteruption jaculator Kieffer, 1912
- Foenus granulithorax Tournier, 1877
- Faenus granulithorax Abeille de Perrin, 1879
- Gasteruption granulithorax August Schletterer, 1885
- Gasteryption granulithorax Semenov, 1892
- Faenus obliteratus Abeille de Perrin, 1879
- Gasteruption obliteratum Schletterer, 1885
- Foenus rugidorsus Achille Costa, 1885
- Gasteruption rugidorsum Kieffer, 1912
- Gasteruption rugidorsum Schletterer, 1885
- Gasteruption thomsonii Schletterer, 1885
- Gasteryption thomsoni Semenov, 1892
- Gasteryption thomsoni var. monochropus Semenov, 1892
- Gasteryption schewyrewi Semenov, 1892